# Метанефрос
Метанефрос (від мезо… та грец. nephrós — нирка), вторинна, або тазова нирка — парний орган виділення у амніот.
Метанефрос у процесі зародкового розвитку замінює мезонефрос. Сечові канальці метанефросу утворюються з несегментованої задньої ділянки нефростома та, на відміну від канальців мезонефроса, починаються мальпігієвими тільцями; зовнішні їхні кінці відкриваються у виріст вольфова канала — сечопровід.